# دلارام علی
دلارام علی مددکار اجتماعی، فعال اجتماعی در زمینه حقوق زنان و حقوق کودکان، و نیز یکی از نخستین اعضای کمپین یک میلیون امضا است.
دلارام علی در سال ۱۳۸۳ مدتی  در شهر بم برای کودکان آسیب‌دیده در زلزله بم به طور داوطلبانه کار کرد. همچنین به عنوان مددکار اجتماعی در سازمان‌های حقوق کودکان مانند کانون حمایت از کودکان کار فعالیت کرده است.
او به دلیل شرکت در تجمع مسالمت آمیز ۲۲ خرداد سال ۱۳۸۵ در میدان هفت تیر تهران که در اعتراض به نقض حقوق زنان در قوانین برگزار شده بود به دو سال و ده ماه حبس و ده ضربه شلاق محکوم شد.
وی نهایتاً از سوی دادگاه تجدید نظر به جرم «اقدام علیه امنیت ملی» و «تبلیغ علیه نظام از طریق شرکت در تجمع» به دو سال و شش ماه حبس و ده ضربه شلاق محکوم شد.
این حکم در تاریخ ۱۹/۸/۱۳۸۶ تا اطلاع ثانوی متوقف شد.
سازمان دیده بان حقوق بشر نسبت به این حکم اعتراض کرد. همچنین آیت‌الله موسوی تبریزی دبیرکل مجمع محققین و مدرسین حوزه علمیه قم نیز حکم بازداشت دلارام علی را محکوم کرد و قوانین تبعیض آمیز علیه زنان را قابل اصلاح خواند.